# How to Be a Pirate
How to Be a Pirate (no Brasil, Como Ser um Pirata e em Portugal Como seres um pirata) é o segundo livro da série Como Treinar Seu Dragão, escrita e ilustrada pela autora bestseller Cressida Cowel. Foi lançado no Reino Unido em 1 de janeiro de 2004 pela Editora Hodder Children's Books e no Brasil em maio de 2010 pela Editora Intrínseca.

## Sinopse
Soluço Spantosicus Strondus III foi o mais temido herói já visto em todo o território viking. Ele era bravo, impetuoso e muitíssimo inteligente. Mas até mesmo os grandes heróis podem ter dificuldades no começo.
Nessa aventura eletrizante Soluço conta mais do início de sua história – quando ele ainda tinha muito o que aprender sobre como usar uma espada, sobreviver a naufrágios, escapar de dragões homicidas e desvendar os mistérios de um tesouro pirata muito bem escondido.

## Enredo
A sequência de Como Treinar seu Dragão começa durante uma aula de luta de espadas e alto-mar durante uma tempestade, mas Soluço é bastante ruim na luta de espadas A luta é interrompida quando o barco é atingido por um objeto, um caixão, o qual os garotos levam pra Ilha de Berk. Na praia, descobre-se que é o caixão de Barbadura, o Terrível, o maior pirata de todos os tempos e trisavô de Soluço. Logo o caixão é aberto e eles descobrem que ele contém um homem vivo, que se apresenta como Alvin, o Fazendeiro Pobre e Honesto.
Alvin diz que aos Hooligans que ele foi trancado no caixão e enviado para o mar por "algumas pessoas muito rudes". Ele afirma que ele descobriu o caixão enterrado no País da Paz, e ao abrí-lo, uma armadilha foi detonada, que cortou sua mão direita. Ele também diz aos Hooligans que no caixão ele encontrou um enigma que diz como encontrar o tesouro de Barbadura, o Terrível e um mapa que mostra a ilha onde o tesouro está enterrado.
Eles descobrem que o tesouro está na Ilha da Caveira, uma ilha habitada por dragões chamados Caveiras, que, apesar de serem cegos, surdos, e não voar, têm um olfato muito poderoso. De acordo com o enigma, só o dragão caça do herdeiro Tribo dos Holligans Cabeludos poderia farejar o tesouro. Os Hooligans viajam para a Ilha da Caveira, onde uma pequena arca do tesouro é encontrado por Melequento, juntamente com a famosa espada de Barbadura, a Lâmina da Tempestade. No entanto, Barbadura tinha colocado no baú uma armadilha com um cheiro que acordaria todo os Caveiras na ilha. Seuge-se uma breve luta, durante a qual Soluço desloca o braço direito. Alguns dos Caveiras são mortos, e os viquingues fogem com o tesouro. Na viagem de volta a Berk, os Hooligans começar a lutar pelo tesouro, e enquanto lutam, são emboscados por um grupo de canibais viquingues conhecido como “Os Párias”. Alvin revela ser o chefe dos Párias, e uma outra batalha começa. O navio logo pega fogo e emborca. Todos abandonam o navio, subindo no navio dos Párias "para continuar a batalha", mas Soluço, Banguela, Perna-de-Peixe, e Alvin ficam presos debaixo do navio emborcado, e permanecem vivos devido a uma bolsa de ar que se forma.
À medida que a bolsa de ar é finalmente destruída pelo peso do navio virado, Banguela encontra uma caverna subaquática preenchida com ar. Eles começam a explorar a caverna e encontram uma porta que só pode ser aberta pelo herdeiro de Barbadura. Ameaçado por Alvin, Soluço a abre e eles encontram uma caverna preenchida com montanhas de ouro e joias, o verdadeiro tesouro da Barbadura, o Terrível. Alvin vai até Soluço para matá-lo. Na luta de espadas que se segue, Soluço descobre que ele é canhoto e por isso nunca foi bom em lutas com espadas, pois só usava a mão direita. Na luta, Alvin sobe em uma pilha de tesouro soba a qual está escondido Estrangulador, uma criatura semelhante a um polvo que foi colocado lá por Barbadura para proteger seu tesouro. Ele engole Alvin e vai atrás de Soluço, que sua seus truques para fazer a criatura injetar-se com seu próprio veneno. O sistema nervoso do criatura é destruído e eles escapam, mas Soluço decide que o mundo não está pronto para saber do tesouro, e deixa-o para trás, levando apenas uma espada que encontrou lá
Eles logo chegam superfície com a ajuda de Banguela, e o livro termina com Soluço, Banguela e Perna-de-Peixe voltando para a aldeia e descobrindo que os Hooligans tinham sobrevivido e ganhado a batalha contra os Párias, mas eles tinham fugido.
No epílogo, Soluço diz-nos que em um compartimento secreto no punho da espada que ele usou para lutar Alvin, ele encontrou a última vontade e testamento de Barbadura, o Terrível. Acontece que a espada era a segunda melhor espada de Barbadura, e também sua favorita. Soluço chama a espada de Diligente.
Soluço ainda não sabe, mas encontrou a segunda das Coisas Perdidas do Rei...

## Capítulos
Segue uma lista com o nome dos capítulos do livro em português do Brasil conforme a tradução da Editora Intrínseca.
| #  |  | Brasil                                                         |
| -- |  | -------------------------------------------------------------- |
| 1  |  | Luta de Espadas em Alto-mar (Apenas para Iniciantes)           |
| 2  |  | A luta contra Bafoca de Maluquício                             |
| 3  |  | Uma chance em um milhão                                        |
| 4  |  | De quem é esse caixão, afinal?                                 |
| 5  |  | NÃO ABRA um caixão que traz um aviso dizendo “NÃO ABRA”        |
| 6  |  | A História de Alvin, o Fazendeiro Pobre e Honesto              |
| 7  |  | Treinamento de luta de espadas e busca do tesouro              |
| 8  |  | Quanto isso, no fundo de uma caverna, nas profundezas da terra |
| 9  |  | A aula de Descortesia Avançada é interrompida                  |
| 10 |  | O pior dia da vida de Soluço até aquele momento                |
| 11 |  | O Tesouro de Barbadura, o Terrível                             |
| 12 |  | A fuga da Ilha da Caveira                                      |
| 13 |  | A discussão                                                    |
| 14 |  | O dia dá uma virada pra pior                                   |
| 15 |  | A batalha a bordo do Treze da Sorte                            |
| 16 |  | No fundo do oceano                                             |
| 17 |  | Dá pra piorar?                                                 |
| 18 |  | A surpresa final de Barbadura, o Terrível                      |
| 19 |  | O herdeiro de Barbadura, o Terrível                            |
| #  |  | Epílogo                                                        |